# Parydra ralloi
Parydra ralloi är en tvåvingeart som beskrevs av Canzoneri och Giuseppe Giovanni Antonio Meneghini 1978. Parydra ralloi ingår i släktet Parydra och familjen vattenflugor. Inga underarter finns listade i Catalogue of Life.